# Paul Salamon
Pál „Paul“ Salamon (* 20. Juli 1930 in Budapest, Ungarn) ist ein ungarischer Schriftsteller und Drehbuchautor.

## Leben
Paul Salamon studierte Ökonomie und Politologie an der Corvinus-Universität Budapest in Budapest. Anschließend arbeitete er beim Landwirtschaftsministerium, bevor er als Journalist für mehrere Zeitungen schrieb. Mit weiter vorgehenden sozialistischen Reformen in Ungarn, verließ Salamon 1970 die Staatspartei und später 1976 mit seiner Frau auch das Land. Bis zu dieser Zeit veröffentlichte er mehrere Kurzgeschichten, Theaterstücke und Drehbücher. Ab 1977 lebte er abwechselnd in den USA und Israel. Sein Romandebüt gab er 1964 mit A tábornok lányában. Bisher wurden mit Die Schule der Träume und Der Wahrsager zwei Romane, jeweils im Aufbau Verlag, in deutscher Sprache veröffentlicht.

## Werk (Auswahl)
- Útban magunk felé (1963)
- A tábornok lányában (1964)
- Magadra kiálts (1966)
- Sasok és denevérek (1966)
- Provincia (1970)
- A porond (1974)
- A Sorel ház (1994)
  - Die Schule der Träume, Aufbau Verlag, Berlin 1995, 601 Seiten, ISBN 3-351-02334-0
- A menyegző (2001)
- Sorsolvasó (2002)
- Zariffa (2003)
- Ábrahám fiai (2007)
- Az utazás: a nagy titok nyomában (2011)